# Wysocki Maleńczuka
Wysocki Maleńczuka – album studyjny polskiego wokalisty Macieja Maleńczuka. Na płycie znalazły się interpretacje piosenek z repertuaru Włodzimierza Wysockiego. Wydawnictwo ukazało się 4 maja 2011 roku nakładem wytwórni muzycznej Warner Music Poland. Nagrania dotarły do 3. miejsca listy OLiS i uzyskały certyfikat platynowej płyty.

## Lista utworów
Opracowano na podstawie materiału źródłowego.
1. "Czerwone zielone" / "Krasnoje zjelienoje" (1961 r.) - 01:49
2. "Ten co wcześniej z Tobą był" / "Tot kto rańsze s nieju był" (1962 r.) - 05:01
3. "Mikrofon" / "Piewec u mikrofona" (1971 r.) - 03:54
4. "Straszny dom" / "dyptyk 'Oczi cziornyje' część 'Staryj dom'" (1974 r.) - 06:43
5. "Swobodne spadanie" / "Zatiażnoj priżok" (1973 r.) - 03:43
6. "Bokser" / "Piesnia o sentimentalnom boksjerie" (1966 r.) - 02:18
7. "Neutralne tango" / "Piesnja o neutralnoj połasje" (1965 r.) - 05:13
8. "Gips" / "Bałłada o gipsje" (1972 r.) - 04:52
9. "Moskwa Odessa" / "Moskwa Odiessa" (1968 r.) - 03:53
10. "James Bond" / "Piesnja pro Dżejmsa Bonda agienta 007" (1974 r.) - 04:38
11. "Manekiny" / "Bałłada o manekenach" (1973 r.) - 10:10

## Twórcy
Opracowano na podstawie materiału źródłowego.

- Maciej Maleńczuk - produkcja muzyczna, banjo, gitara, wokal prowadzący
- Jakub Frydrych - gitara akustyczna, banjo, wokal wspierający, gitara, mandolina
- Andrzej Laskowski - gitara basowa, kontrabas
- Janusz Muraszko - akordeon
- Maciej Muraszko - produkcja muzyczna, perkusja, cajon
- Grzegorz Stasiuk - organy Hammonda, loopy, fortepian, sample, shakerh
- Kasia Kupisz - zdjęcia
- Monika Lisiecka - zdjęcia
- Maciej Niemas - zdjęcia
- Muzeum Włodzimierza Wysockiego w Koszalinie - zdjęcia
- Piotr Zdanowicz - projekt graficzny